# Terken Khatoun (Khwarezm)
Ne pas confondre avec Terken Khatoun (Seldjoukide).
Titres
Épouse du chah Ala ad-Din Tekish
1172 – 1200
Co-régente avec son fils Ala ad-Din Muhammad
1200 – 1220
Régente avec son petit-fils Uzlag-Chah (m. 1220) (non reconnue)
1220 – 1220
Terken Khatoun (en persan : ترکان خاتون, en turc moderne : Terken Hatun), née au XIIe siècle dans le khaganat Kimek en Asie centrale, morte vers 1232-1233 à Karakorum en Mongolie, est une princesse kiptchake devenue souveraine du Khwarezm comme épouse du Khwarezmchah (roi du Khwarezm) Ala ad-Din Tekish puis comme mère et co-régente de son fils Ala ad-Din Muhammad. Faite prisonnière lors de l'invasion mongole de l'Empire khwarezmien, elle finit sa vie comme captive à la cour de Gengis Khan. Khatoun est un titre de respect pour les princesses des peuples turcs et mongols.

## Biographie

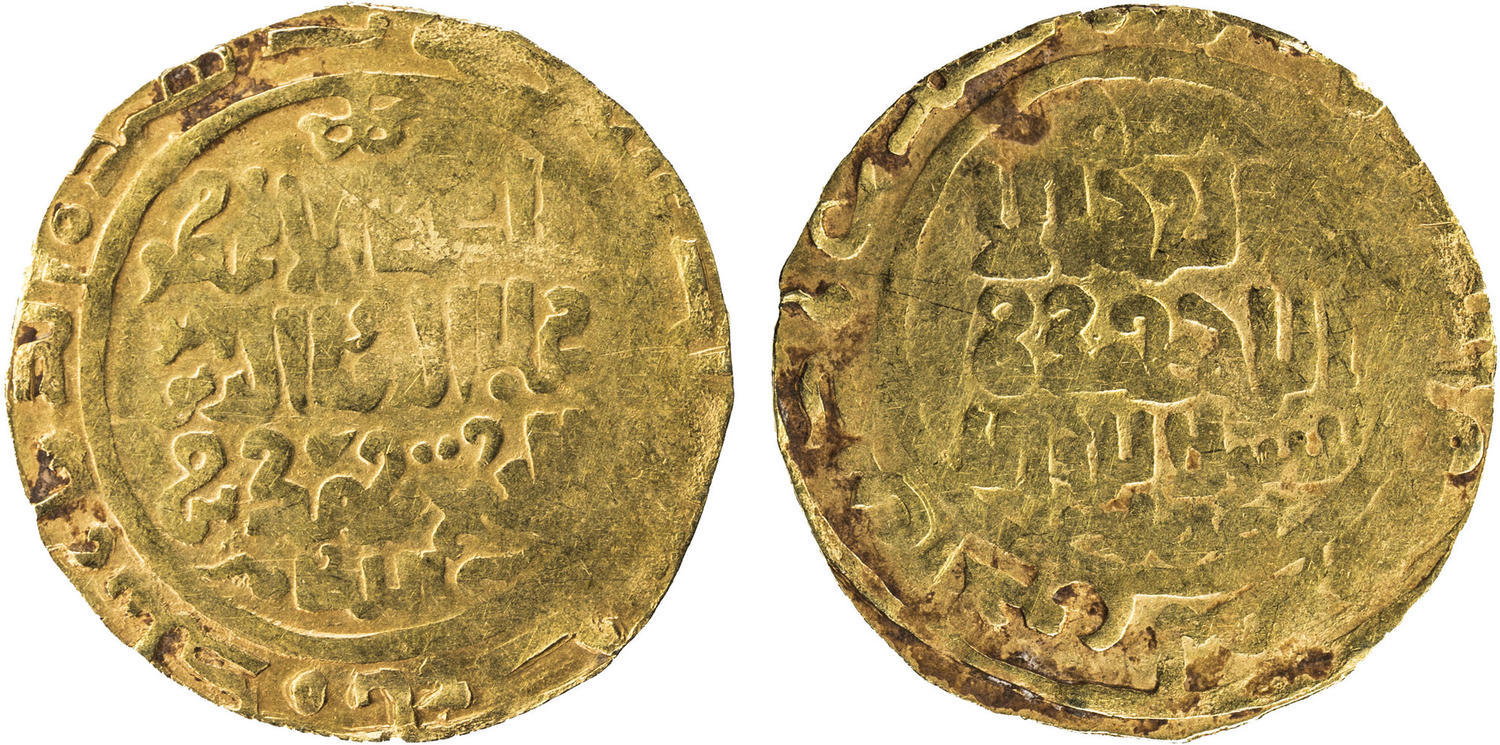
Dinar d'or du chah Ala ad-Din Muhammad frappé à Balkh, v. 1200-1220.

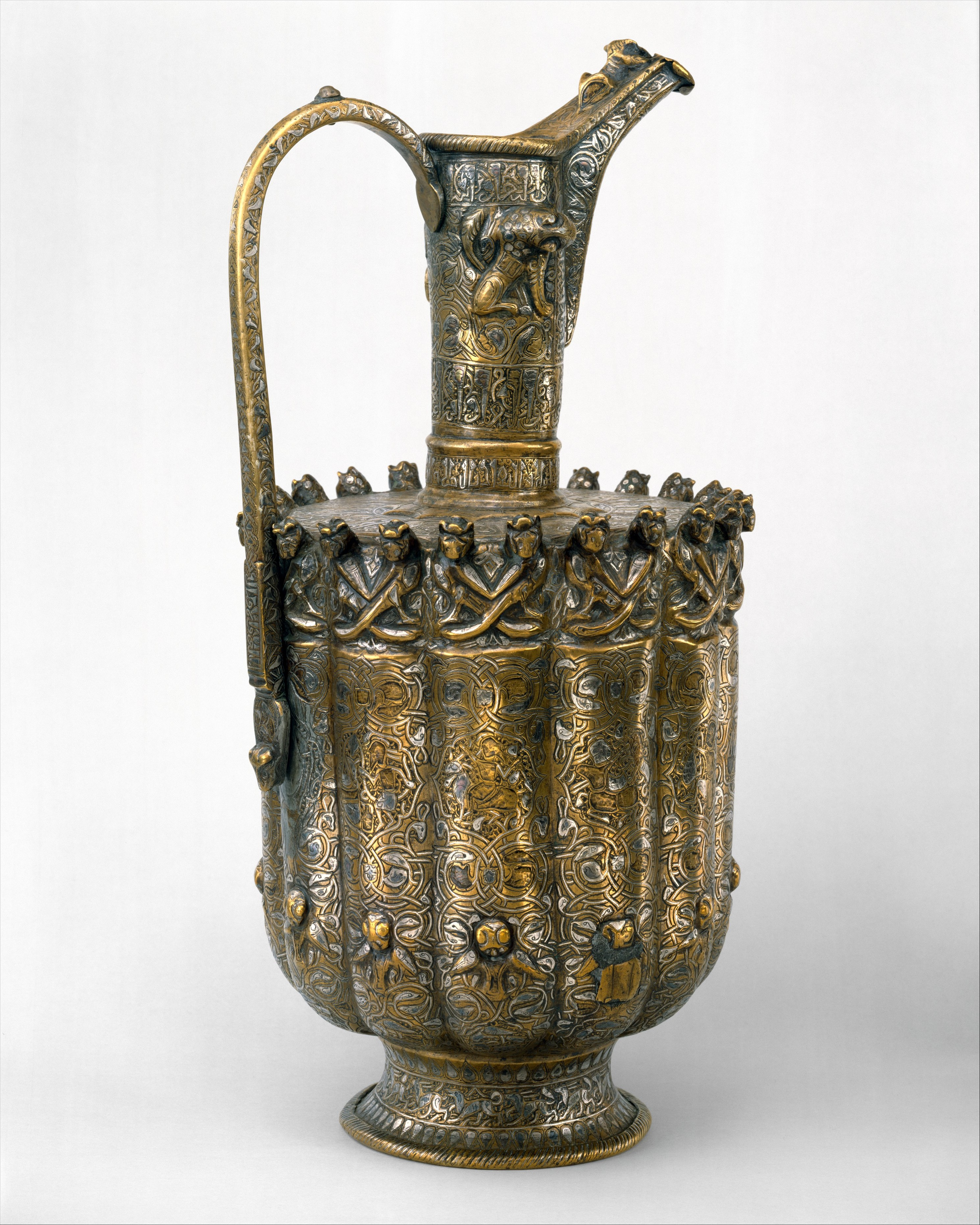
Aiguière en cuivre argenté, art d'époque khwarezmienne, fin XIIe-début XIIIe s.

L'empire khwarezmien à la veille de la conquête mongole, v. 1190-1220.

Terken est fille de Jankshi, un des khans (princes) du khaganat Kimek, confédération de peuples turcs d'Asie centrale établie sur les confins septentrionaux de l'Iran. Elle est issue de la maison princière des Kangly (en) ou de celle des Bayındır. Elle épouse Ala ad-Din Tekish, souverain du Khwarezm de 1172 à 1200 : selon le chroniqueur Mohammed en Nesawi, la plupart des commandants khwarezmiens sont issus de la même famille que la princesse, ce qui donne à celle-ci une autorité importante face à son fils Ala ad-Din Muhammad. Comme reine-mère, elle a sa propre administration (diwan) et publie des décrets où elle se présente comme « l'Inviolée du monde terrestre et de la religion, Uluğ Terkān, reine des femmes des mondes » ou « seigneuresse du monde » (ḵodāvand-e jahān). Elle a son propre sceau avec pour devise « Je cherche refuge en Dieu seul ». Selon Abulghazi Bahadur, auteur de la Généalogie des Turcs (Shajara i-Turk), elle fut une des premières à propager l'islam parmi les Kiptchakes.
Selon Nesawi, la reine était une femme de jugement sain, rendant la justice avec équité, mais impitoyable et prompte à faire tuer ceux qui lui désobéissaient. Elle fait tuer 22 chefs de grandes familles. Elle gouverne pratiquement seule à l'intérieur du royaume quand son fils guerroie sur les frontières. À plusieurs reprises, elle impose ses choix : elle fait renvoyer le vizir Nizam al-Molk Muhammad Heravi pour le remplacer par Muhammad ibn Saleh, un de ses anciens ghulams (suivants). Le géographe Yaqout al-Rumi, qui traverse les Ėtats khwarezmiens vers 1219-1220, les dit prospères et bien administrés. Quand Ala ad-Din Muhammad commence à préparer sa succession, elle le persuade de léguer les provinces centrales, Khwarezm, Khorassan et Mazandéran, à un de ses plus jeunes fils, Uzlag-Chah, dont la mère était elle aussi issue du clan Bayındır, au détriment de deux fils plus âgés, Jalal ad-Din Menguberti et Rukn ad-Din Qursanjdi. Ala ad-Din Muhammad finit par penser que sa mère conspire contre lui : il fait saisir et exécuter un de ses conseillers. L'inimitié entre la mère et le fils contribue à affaiblir le pouvoir.
L'empire khwarezmien, en apparence la première puissance de l'Iran et de l'Asie centrale depuis le déclin des Seldjoukides, est en réalité affaibli par une expansion trop rapide, une mauvaise intégration des éléments iraniens et turcs, et les divisions entre ces derniers : les tribus loyales à la reine-mère ont tendance à la soutenir contre son fils. En outre, Ala ad-Din fait exécuter un cheikh sunnite respecté et semble pencher vers le chiisme, ce qui le met en conflit avec le calife abbasside de Bagdad, gardien de l'orthodoxie sunnite.
L'invasion mongole (1218-1221) ruine en peu de temps la puissance khwarezmienne : l'armée d'Ala ad-Din Muhammad, forte de 200 000 hommes, est écrasée par les Mongols très supérieurs en tactique et mobilité. Ala ad-Din s'enfuit sur une île de la mer Caspienne où il mourra de maladie en décembre 1220. Terken Khatoun refuse de suivre dans sa fuite son fils Jalal ad-Din, apparemment par inimitié envers Aytchitchek, la mère du jeune prince, et préfère rester avec ses autres petits-fils : « Allez-vous-en, dites-lui [à Jalal ad-Din] de partir ! Comment pourrais-je me mettre à la merci du fils d'Aytchitchek et me mettre sous sa protection alors que j'ai Uzlag-Chah et Aq-Chah ? J'aime mieux être captive aux mains de Gengis Khan qu'une telle humiliation !,. »
En 1220, elle quitte sa capitale, Ourguentch, en emportant le harem et le trésor royal, après avoir fait exécuter plusieurs seigneurs locaux qui étaient retenus à la cour comme otages ainsi que Tughril, héritier de la maison des Seldjoukides, et Burhan al-Din, célèbre lettré islamique de Boukhara. Elle traverse le désert du Karakoum et se retire dans la forteresse d'Ilal au Mazandéran mais doit se rendre au général Subötaï après deux mois de siège. Les hommes et garçons de sa famille qui se trouvaient avec elle sont tués, les femmes et filles distribuées aux princes mongols. Amenées à Samarcande, les captives doivent chanter un chant en l'honneur de leurs vainqueurs. Une des petites-filles de Terken est donnée comme épouse à Djötchi, deux autres deviennent les concubines de Djaghataï. Terken Khatoun est emmenée captive à la cour du grand khan à Karakoroum où elle vit misérablement : un auteur dit qu'elle était parfois invitée à un banquet et devait emporter de la nourriture pour survivre les jours suivants. Elle meurt vers 1232-1233,.